# Akinkunmi Amoo
Akinkunmi Ayobami Amoo, född 7 juni 2002, är en nigeriansk fotbollsspelare.

## Karriär
Den 8 juni 2020 värvades Amoo av Hammarby IF, där han skrev på ett fyraårskontrakt. Den 31 januari 2022 värvades Amoo av FC Köpenhamn, där han skrev på ett femårskontrakt. Amoo blev dessutom Hammarbys dyraste försäljning genom tiderna.
I september 2023 gick Amoo till cypriotiska Omonia. I mars 2024 lämnade han klubben.